# كلير فيليبس
كلير فيليبس (بالإنجليزية: Claire Phillips)‏ هي جاسوسة أمريكية، ولدت في 2 ديسمبر 1908 في ميشيغان في الولايات المتحدة، وتوفيت في 22 مايو 1960 في بورتلاند في الولايات المتحدة بسبب التهاب السحايا.